# FIM Cross-Country Rallies World Championship
Die FIM Cross-Country Rallies World Championship (von 1999 bis 2002 FIM Cross-Country Rallies World Cup) ist die weltweit höchste Motorrad- und Quad-Rallye-Raid-Meisterschaft, die seit 1999 von der Fédération Internationale de Motocyclisme (FIM) organisiert wird.
Die FIM wollte die Mitte der 1990er weltweit zahlreich verbreiteten Cross-Country-Rallyes und Rallye Raids, an der auch Motorräder teilnahmen, organisatorisch und weitestgehend in einer Serie zusammenfassen und startete daher ab 1999 mit einem Rallye World Cup, der seit 2003 als Rallye-Weltmeisterschaft ausgetragen wird. Seit 2005 gibt es ebenfalls eine Quad-Wertung im Rahmen der World Championships.
Erfolgreichster Fahrer in der Motorradwertung ist mit bisher 6 Siegen der Spanier Marc Coma und in der Quad-Wertung mit bisher ebenfalls 6 Siegen der Pole Rafał Sonik.

## Ergebnisse
| Saison             | Sieger Motorrad                         | Sieger Quad                             | Siegerin Motorrad                 |
| World Cup          | World Cup                               | World Cup                               | World Cup                         |
| ------------------ | --------------------------------------- | --------------------------------------- | --------------------------------- |
| 1999               | Thierry Magnaldi                        |                                         |                                   |
| 2000               | Fabrizio Meoni                          |                                         |                                   |
| 2001               | Carlo de Gavardo                        |                                         |                                   |
| 2002               | Richard Sainct                          |                                         |                                   |
| World Championship |                                         |                                         |                                   |
| 2003               | Cyril Despres (KTM)                     |                                         | Katrin Lyda (KTM)                 |
| 2004               | Pål Anders Ullevålseter (KTM)           |                                         |                                   |
| 2005               | Marc Coma (KTM)                         | Ricardo Leal Dos Santos (Yamaha)        |                                   |
| 2006               | Marc Coma (KTM)                         | Cristophe Declerck (KTM)                |                                   |
| 2007               | Marc Coma (KTM)                         | Sebastian Husseini (Suzuki)             |                                   |
| 2008               | Marek Dąbrowski (KTM)                   | Karim Dilou (Yamaha)                    |                                   |
| 2009               | Cyril Despres (KTM)                     | Lionel Laine (KTM)                      | Camelia Liparoti (KTM)            |
| 2010               | Marc Coma (KTM)                         | Rafał Sonik (Yamaha)                    | Camelia Liparoti (KTM)            |
| 2011               | Hélder Rodrigues (Yamaha)               | Dmitri Pawlow (Honda)                   | Camelia Liparoti (Yamaha)         |
| 2012               | Marc Coma (KTM)                         | Łukasz Łaskawiec (Yamaha)               | Camelia Liparoti (Yamaha)         |
| 2013               | Paulo Gonçalves (Honda)                 | Rafał Sonik (Honda)                     | Camelia Liparoti (Yamaha)         |
| 2014               | Marc Coma (KTM)                         | Rafał Sonik (Yamaha)                    | Camelia Liparoti (Yamaha)         |
| 2015               | Matthias Walkner (KTM)                  | Rafał Sonik (Yamaha)                    | Anastassija Nifontowa (Husqvarna) |
| 2016               | Pablo Quintanilla (Husqvarna)           | Rafał Sonik (Yamaha)                    | Laia Sanz (KTM)                   |
| 2017               | Pablo Quintanilla (Husqvarna)           | Kees Koolen (Barren)                    | Laia Sanz (KTM)                   |
| 2018               | Toby Price (KTM)                        | Alexander Maximow (Yamaha)              |                                   |
| 2019               | Sam Sunderland (KTM)                    | Rafał Sonik (Yamaha)                    | Laia Sanz (KTM)                   |
| 2020               | abgesagt aufgrund der COVID-19-Pandemie | abgesagt aufgrund der COVID-19-Pandemie |                                   |
| 2021               | Matthias Walkner (KTM)                  | Manuel Andújar (Yamaha)                 | Anastassija Nifontowa (Husqvarna) |